# دانیلا اسپلا

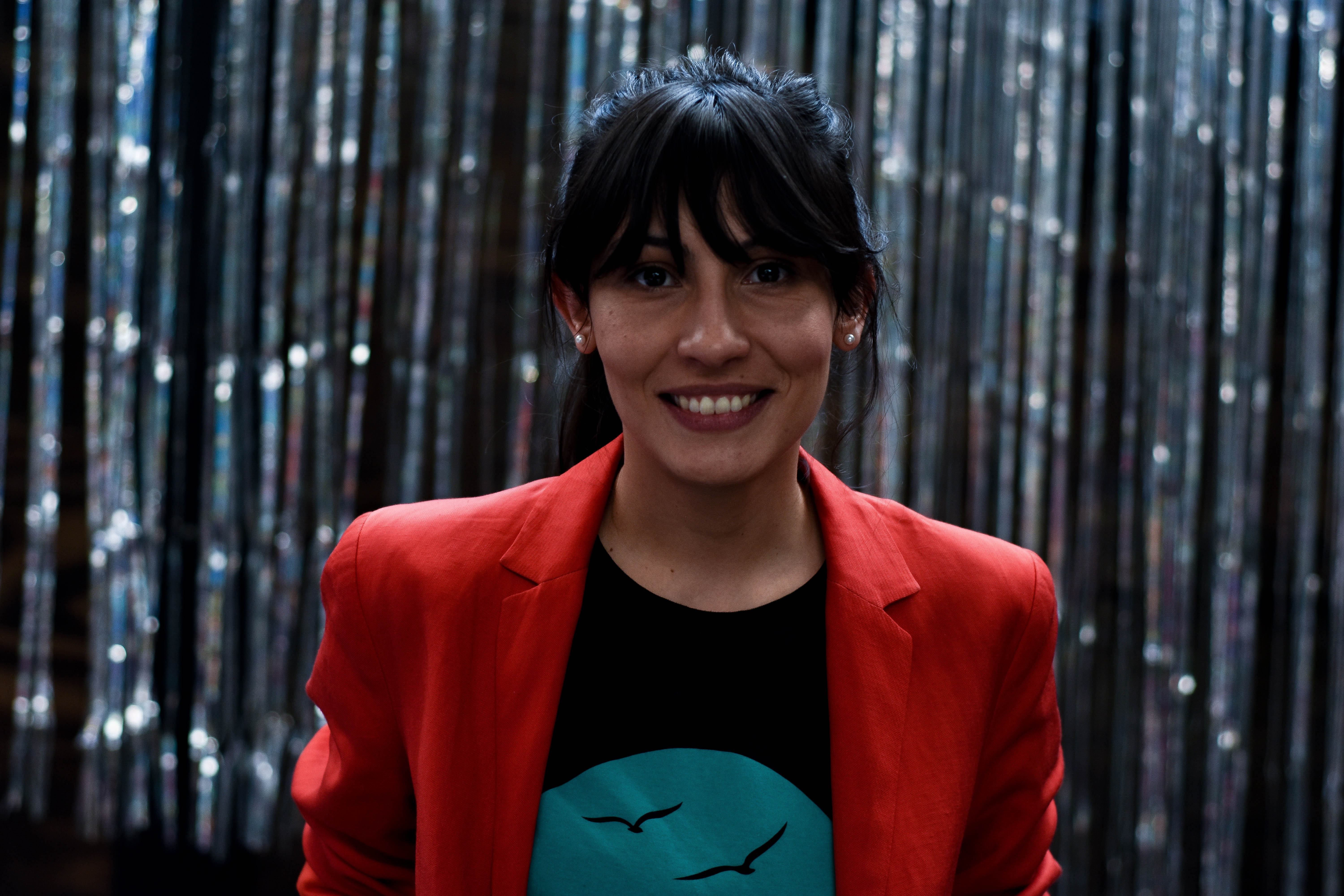

ماریا دانیلا اسپلا (کوردوبا، آرژانتین؛ ۲۳ اوت ۱۹۸۴) که از لحاظ هنری با نام دانیلا اسپلا شناخته می‌شود، خواننده، آهنگساز و نوازنده آرژانتینی است.
بین سال‌های ۲۰۱۵ تا ۲۰۱۶، او چهار تک‌آهنگ منتشر کرد: Si no lo cortes (به همراه لئونل گارسیا، نوازنده)، ترجیح می‌دهم فراموشش کنم، عشق سخت و قول داده‌ام.